# Боргб'єрг Фредерік
Фредері́к Боргб'є́рг (Frederik Borgbjerg; нар. 10 квітня 1866 — пом. 15 січня 1936) — данський політик, один з лідерів данської соціал-демократичної партії, ідеолог реформізму. Навесні 1917 відвідав Петроград для організації конференції соціалістів воюючих країн.
Міністр освіти Данії у 1929–1935 роках.